# Nickel Jacob

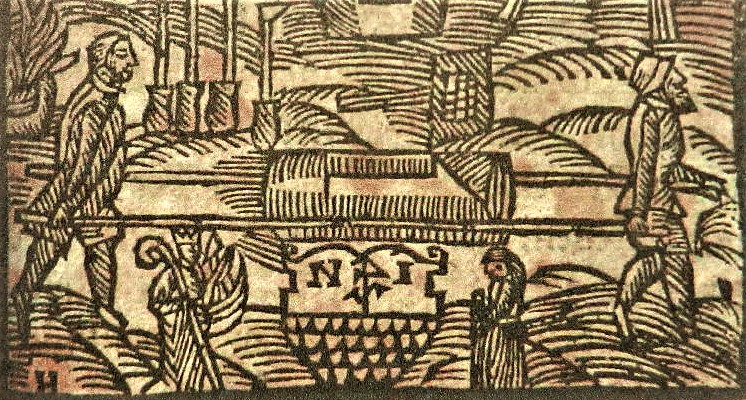
Nickel Jakob mit seinem Vater einen Bienenkorb tragend, Hauszeichen der Jacob’s 1576

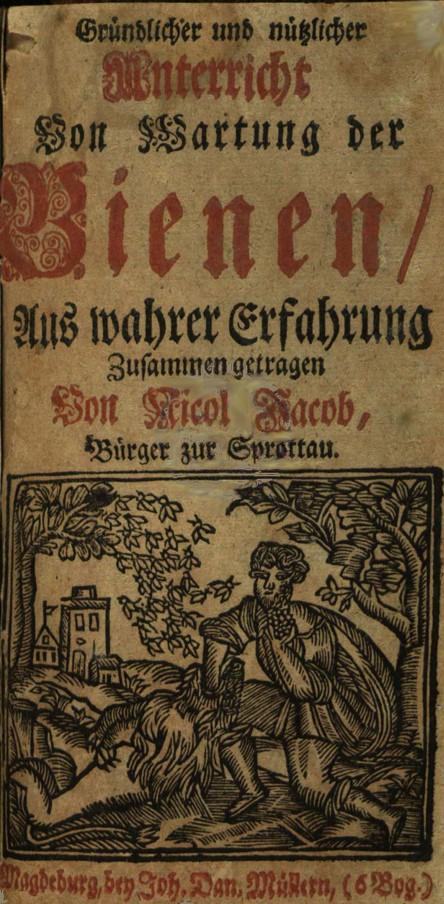
Nickel Jakob, erstes deutsches Bienenbuch von 1586

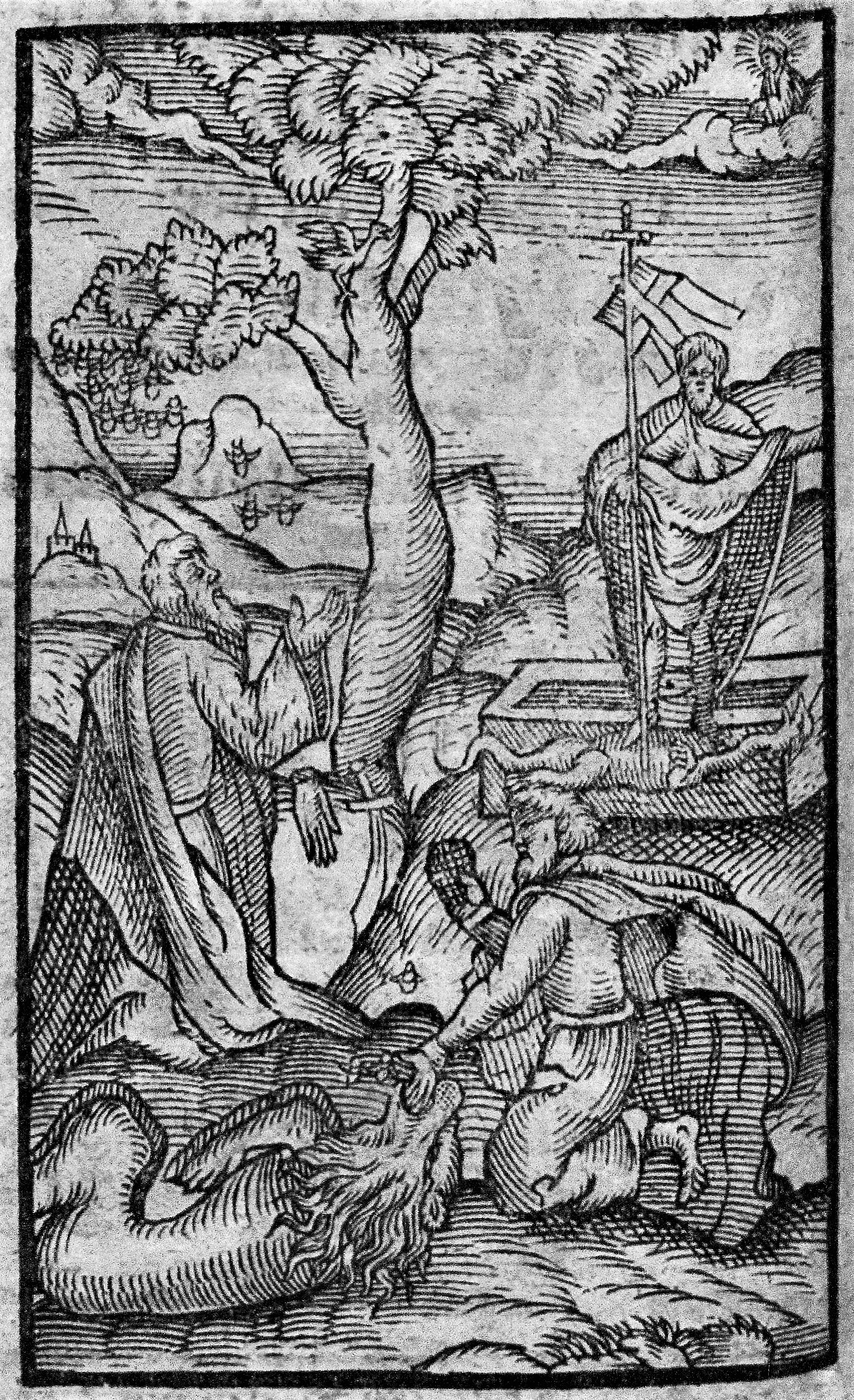
1653, Darstellung mit Matz Jacob dem Fehdeopfer von 1524 in Sprottau

Nickel Jacob (1505 in Sprottau – 1576 ebenda) war ein deutscher Imker und Schriftsteller. Er war der erste deutsche Autor, der 1568 ein Buch über Bienenzucht schrieb.

## Leben
Nickel Jacob war Kürschner und Imker und lebte in Sprottau. Sein Vater Matthias Jacob, ein Fleischhauer, büßte in einer Fehde der Stadt um Hutungsrechte mit Paul von Kittlitz, Grundherr von Niederleschen, für die Bürgerschaft mit Abhacken seiner Hände. Der Vater legte mit dem Besitz von Äckern vor der Stadt und zwei Bienengärten das Fundament für die Bienenforschung seines Sohnes. Nickel Jacob ging in seinen Wanderjahren nach Pommern, Mecklenburg und ins Rheinland, von wo er die verschiedenen Arten der Bienenhaltung und -zucht mit nach Hause brachte. 1535 wurde Nickel in die Zunft der Kürschner aufgenommen und übernahm 1538 den Kramladen seines verstorbenen Vaters für 500 Mark. 1553 erwarb Nickel Jacob auf Lebzeiten den Bienengarten des Klosters und verpflichtete sich, Obst, Wein, Bienenwachs und Honig hälftig als Zins ans Kloster zu zahlen. Nickel hatte mehrere Ämter der Stadt inne, 1539 bis 1554 mit Unterbrechungen Stadtschöffe, 1541 bis 48 Spitalherr, 1546 bis 47 Kürschner-Ältester und 1548 bis 1551 Ratsmann. Seine Frau war die Tochter des Gastwirtes und Bürgermeisters Hans Buchwelder, nach ihrem Tod 1555, nach zwanzigjähriger Ehe, übernahm Nickel den Brauhof am Markt für 700 Mark und verkaufte ihn an seine Tochter Margarete, verheiratet mit Kürschnermeister Hans Brux für 1400 Mark. Als Witwer begab er sich mit unbekanntem Ziel auf Reisen und ließ zwei Töchter und einen Sohn(Nickel) zurück. Zuvor sicherte er sich ein ständiges Wohnrecht im Brauhof. 1563 überlebte er einen Raubüberfall in der Görlitzer Heide und wurde 1564 wieder in Sprottau ansässig, wo er Stadtämter als Schöffe, Ratsherr und Amtsvorsteher bekleidete. Hier schrieb er seine Imkererfahrungen nieder, neben der Schriftführerarbeit für die Kürschnerzunft. Der Sprottauer Pastor Abraham Buchholzer half ihm, die Ergebnisse in einem 92-seitigen Buch zusammenzufassen. Die familiären Bindungen zum ehemaligen Sprottauer Bürgermeister Hans Buchwälder (Buchler) aus Ebersdorf, polnisch Dzikowice, waren für den Buchdruck förderlich. Die erste mit fünf Holzschnitten bebilderte Ausgabe erschien 1568 in Görlitz bei Ambrosius Fritsch, die zweite nach kaiserlichem Privileg acht Jahre später, 1576 in Magdeburg bei Joh. Dan. Müllern. 1576 starb Nickel Jacob in Sprottau.
1934 setzte der Imker-Verein Nickel Jacob dem Sohn der Stadt Sprottau einen Gedenkstein, nachdem der Ortschronist Felix Matuszkiewicz 1933 eine 16-seitiges Buch zur Erinnerung verfasst hatte.

## Nachauflagen seines Buches
Nachauflagen des Originals verlegte der Sohn Nikolaus Jacob und seine Erben 1586, 1601, 1653 und 1661. Die Nachauflagen anderer Autoren benutzten den Text und die Holzschnittdruckvorlagen der Erstausgabe. 1663, 129 Jahre nach der Fehde Sprottaus mit Niederleschen wurde eine historische Ergänzung zur Geschichte der Familie Jacob in einem zusätzlichen Holzstich dargestellt. Eine durch ein Krummschwert abgehackte Hand des Vaters Mattias Jacob liegt auf einem Stein. Der heilige Georg ist stehend auf einem Beckenrand der Lohgerber dargestellt als Zeichen der Gerechtigkeit gegen das Böse (Drachen). Im Vordergrund entreißt der Sohn Nickel Jacob in Anspielung an den biblischen Simson einem Löwen die Honigwaben, auch die Stadt Sprottau mit damalig zwei Kirchen und das Riesengebirge am Horizont sind sichtbar gezeichnet.

## Holzschnitte aus der Erstausgabe
Die Veröffentlichung des Buches war auch ein Werbungsträger für den evangelischen Glauben in Sprottau, im Vorwort lobpreist Nickel Jakobs ihn. Half doch der in Wittenberg studierte Pastor und Freund Abraham Buchholzer (1529–1584) bei der Erstellung des Buches mit. 34 Jahre vor dem Erstdruck des Bienenbuches ließ Martin Luther zu seinem 1522 verlegten Neuen Testament zwei Bände mit biblischen Illustrationen aus der Werkstatt Lucas Cranachs folgen. Simson und der Löwe wurden darin von dem Monogrammisten MS dargestellt. Nickel Jakob benutzte diese biblische Szene mit der göttlichen Bezwingung und Tötung des wilden Tieres für sein Titelblatt. Die Luther-Bibel sagt dazu: „Und er kehrte nach einiger Zeit zurück,[…], und er bog ab, um das Aas des Löwen zu besehen, und siehe, ein Bienenschwarm war im Körper des Löwen und Honig. Da nahm er ihn heraus in seine Hände und ging und aß im Gehen; und er ging zu seinem Vater und zu seiner Mutter und gab ihnen, und sie aßen; aber er berichtete ihnen nicht, dass er den Honig aus dem Körper des Löwen herausgenommen hatte“ (Buch der Richter 14,5-9).
Ein Monogrammist wurde beauftragt, 6 Bögen für das Buch zu schaffen. Dieser signierte zweimal mit dem Monogramm HL. Zwei Künstler, die den rechten senkrechten H-Strich gleichzeitig als L zeichneten kommen in Betracht, Hans Lange (1558–1570) oder Hans Langner (1558–1580). Die Bildszene zeigt dem Betrachter, das Entreißen von Honigwaben aus dem Maul des Löwen. Für das Titelblatt von Neuauflagen wurde dieses Motiv neu in Holz gestochen und wiederholt verwendet.

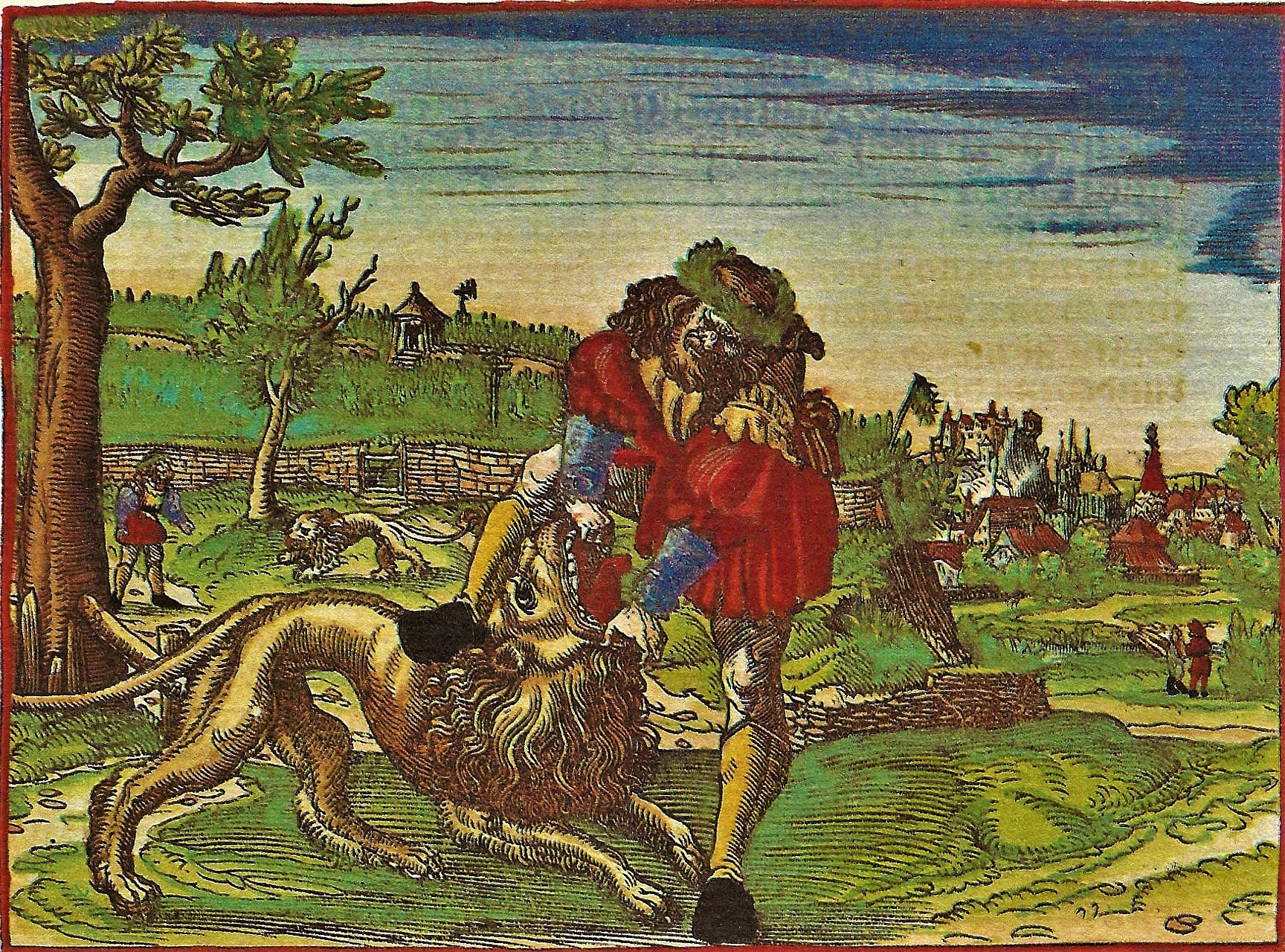
Grafisches Vorbild – Simson und der Löwe, 1534
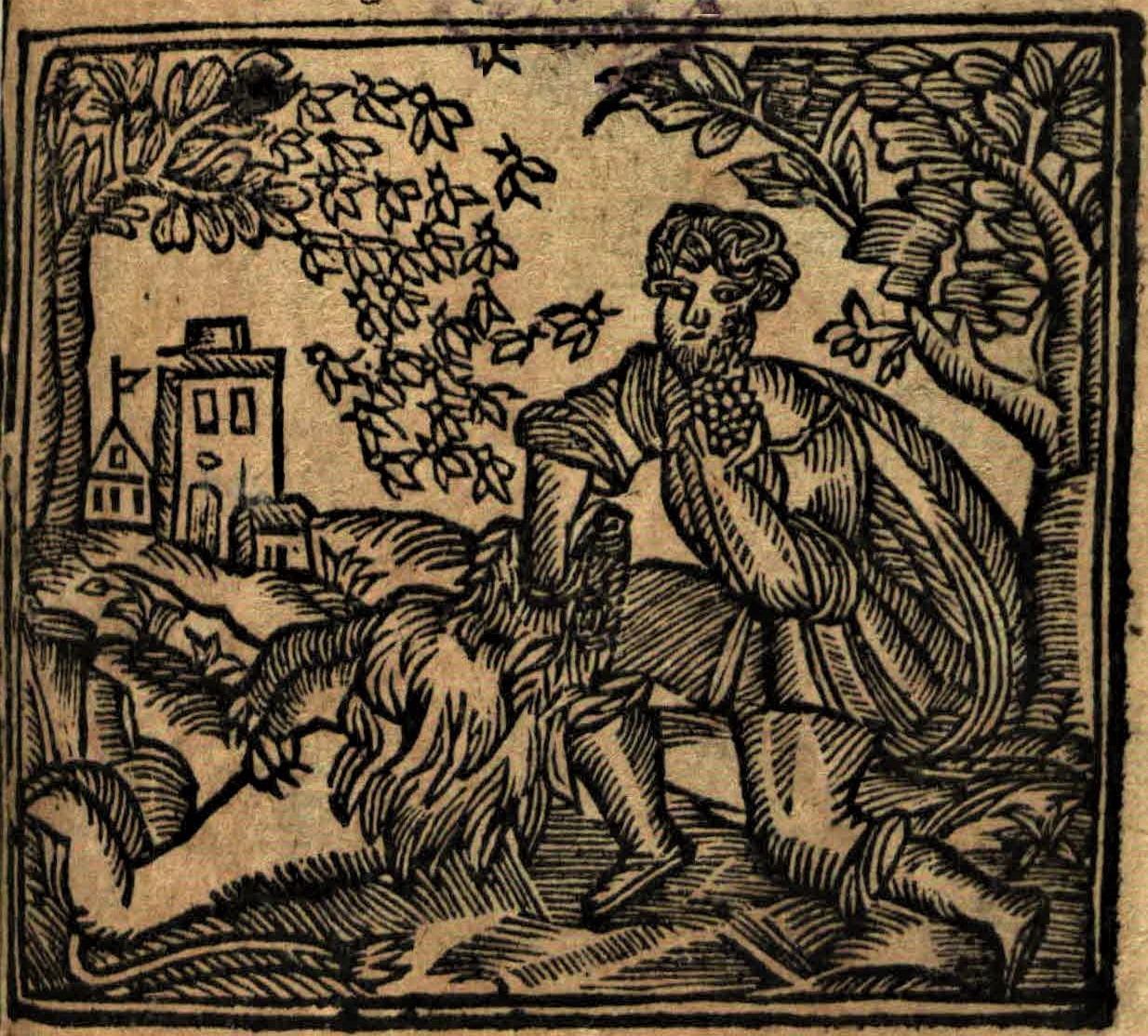
Simson entnimmt dem toten Löwen Honigwaben, 1568
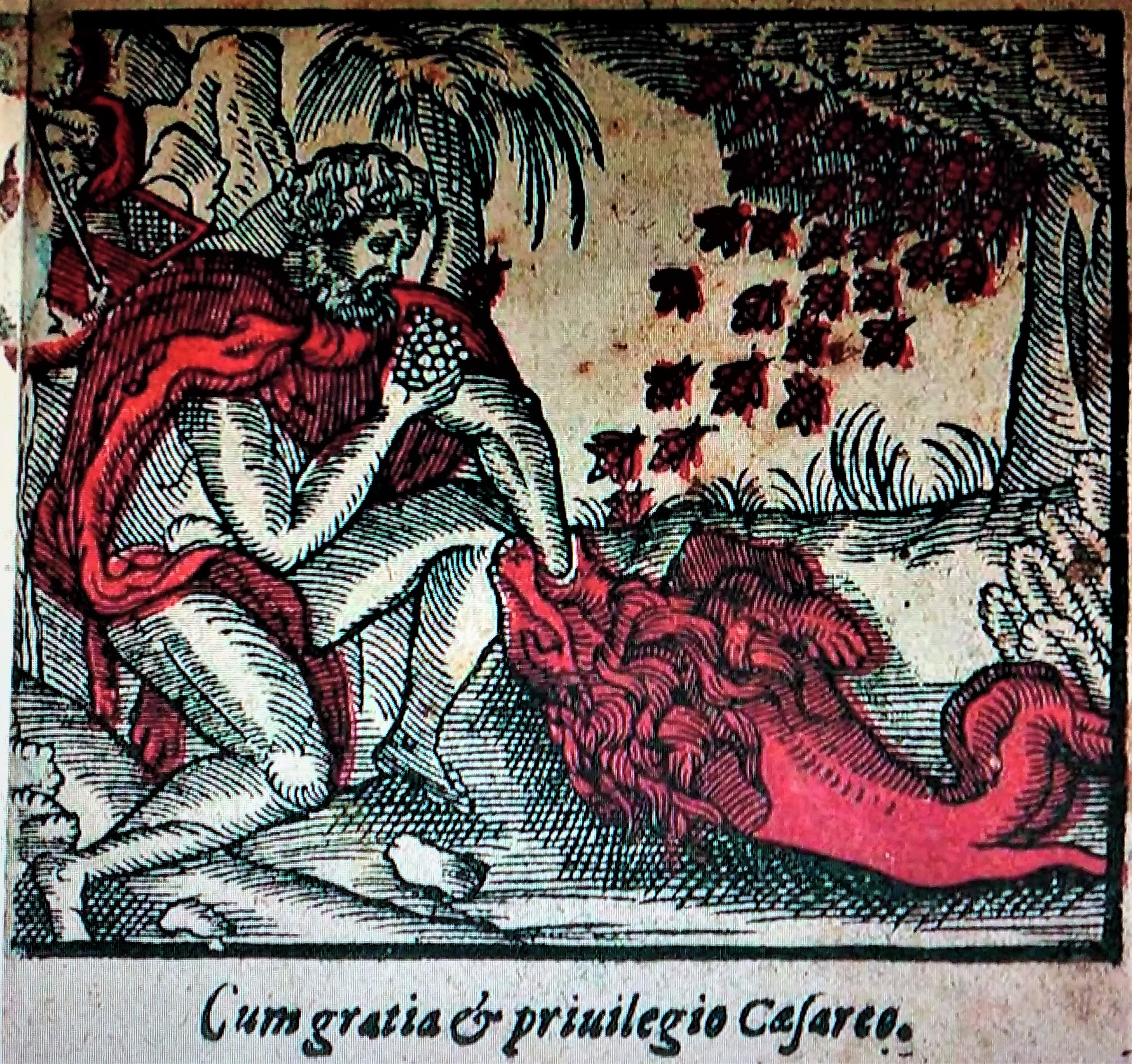
Simson dem toten Löwen Honigwaben entnehmend, 1573
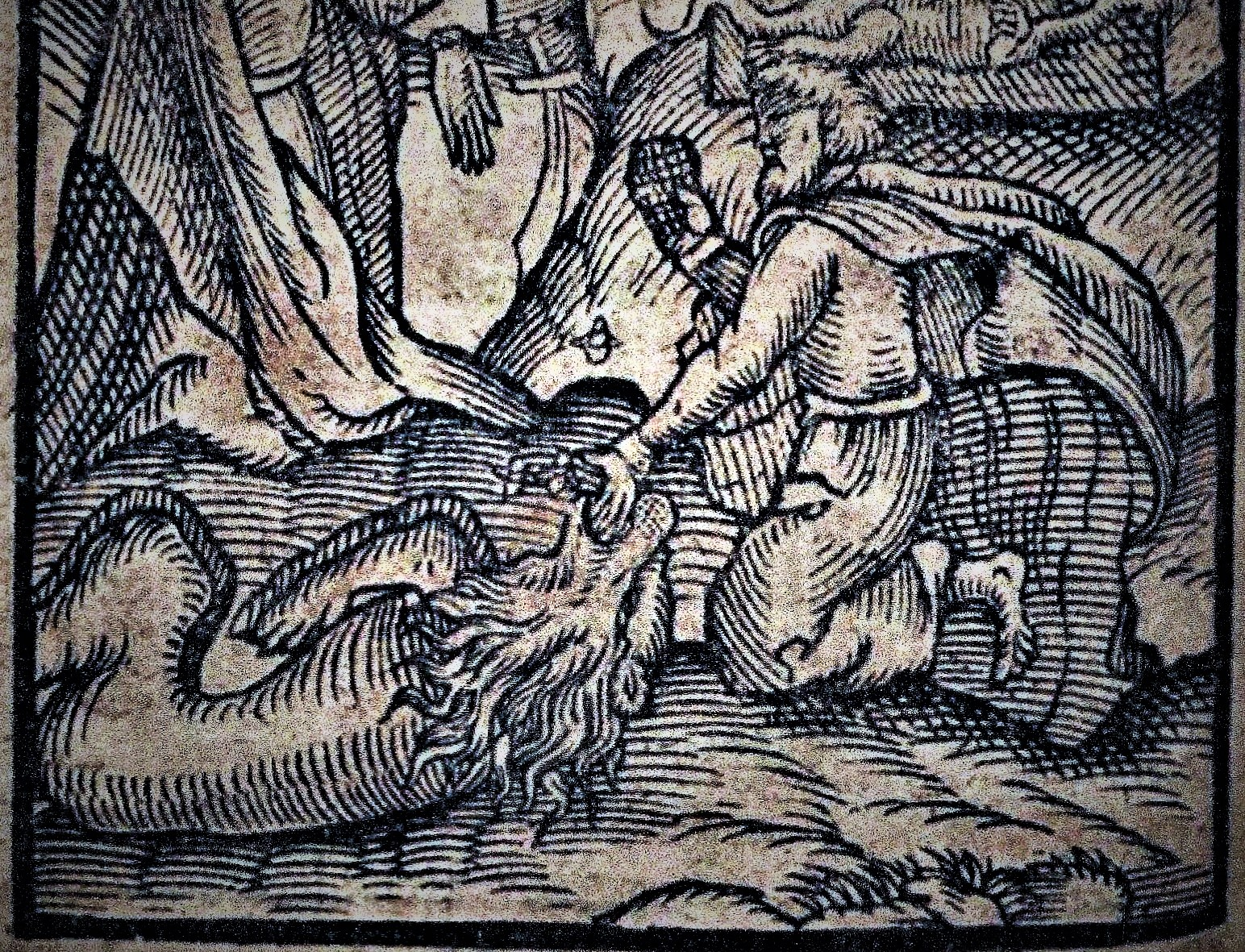
Dem toten Löwen entnimmt Simson Honigwaben, 1653

## Schriften
200 Jahre wurden seine niedergeschriebenen Erkenntnisse über Bienen, der Behandlung von Bienenkrankheiten und andere nützliches Wissen der Bienenzucht aus den deutschen Ländern publiziert und konkretisiert.
Folgende Nachfolger zu seinem Werk erschienen:
- 1573 erschienen von Eldingen (A.V.E.),Warhafftiger Bericht/wie die Immen/oder Bienen/ihre Regierung haben.../...auf die Lüneburger weise warten/.., Das Buch wurde 1573, 1578 ,1600, 1618, 1939 verlegt. Uni-Bibliothek Kiel, Signatur Ke 4654
- 1614 erschienen von M. Caspar Höflern/ Meißnern in Leipzig bei Denning Grosser, Die rechte Bienenkunst/ Aus bewehrter Erfahrung zusammen geschrieben: ..Weyland/zum theil für 46. Jahrn von Nicolao Jacob Schlesiern publicirt: Jetzo aber ordentlich in drey Bücher gebracht/...